# Philip A. Scheib
Pour les articles homonymes, voir Scheib.
Philip A. Scheib est un compositeur et acteur américain né le 14 avril 1894 à New York, New York (États-Unis), mort en avril 1969.

## Filmographie

### Comme compositeur
- 1930 : Caviar
- 1930 : Hot Turkey
- 1930 : Spanish Onions
- 1930 : Pretzels
- 1930 : Indian Pudding
- 1930 : Roman Punch
- 1930 : Hawaiian Pineapples
- 1930 : Swiss Cheese
- 1930 : Codfish Balls
- 1930 : Hungarian Goulash
- 1930 : Bully Beef
- 1930 : Kangaroo Steak
- 1930 : Monkey Meat
- 1930 : Chop Suey
- 1930 : French Fried
- 1930 : Dutch Treat
- 1930 : Irish Stew
- 1930 : Fried Chicken
- 1930 : Jumping Beans
- 1930 : Scotch Highball
- 1930 : Salt Water Taffy
- 1930 : Golf Nuts
- 1930 : Pigskin Capers
- 1931 : Razzberries
- 1931 : Popcorn
- 1931 : Club Sandwich
- 1931 : Go West, Big Boy
- 1931 : Quack, Quack
- 1931 : The Explorer
- 1931 : Clowning
- 1931 : Sing, Sing Song
- 1931 : The Fireman's Bride
- 1931 : The Sultan's Cat
- 1931 : A Day to Live
- 1931 : Put on the Spout
- 1931 : 'Neath the Bababa Tree
- 1931 : 2000 B.C.
- 1931 : Blues
- 1931 : By the Sea
- 1931 : Her First Egg
- 1931 : Jazz Mad
- 1931 : Canadian Capers
- 1931 : Jesse and James
- 1931 : The Champ
- 1931 : Around the World
- 1931 : Jingle Bells
- 1931 : The Black Spider
- 1931 : China
- 1931 : The Lorelei
- 1931 : The Struggle
- 1931 : Summer Time
- 1931 : Aladdin's Lamp
- 1932 : The Villain's Curse
- 1932 : Noah's Outing
- 1932 : The Spider Talks
- 1932 : Peg Leg Pete
- 1932 : Play Ball
- 1932 : Ye Olde Songs
- 1932 : Bull-ero
- 1932 : Radio Girl
- 1932 : Woodland
- 1932 : Romance
- 1932 : Farmer Al Falfa's Bedtime Story
- 1932 : Bluebeard's Brother
- 1932 : The Mad King
- 1932 : Cocky Cock Roach
- 1932 : Spring Is Here
- 1932 : Farmer Al Falfa's Ape Girl
- 1932 : Sherman Was Right
- 1932 : Burlesque
- 1932 : Southern Rhythm
- 1932 : Farmer Al Falfa's Birthday Party
- 1932 : College Spirit
- 1932 : Hook and Ladder No. 1
- 1932 : The Forty Theves
- 1932 : Toyland
- 1932 : Hollywood Diet
- 1932 : Ireland or Bust
- 1933 : Jealous Lover
- 1933 : Robin Hood
- 1933 : Hansel and Gretel
- 1933 : The Tale of a Shirt
- 1933 : Down on the Levee
- 1933 : Who Killed Cock-Robin
- 1933 : Oh! Susanna
- 1933 : Romeo and Juliet
- 1933 : Pirate Ship
- 1933 : Tropical Fish
- 1933 : Cinderella
- 1933 : King Zilch
- 1933 : The Banker's Daughter
- 1933 : The Old Can Mystery
- 1933 : Fanny in the Lion's Den
- 1933 : Hypnotic Eyes
- 1933 : Grand Uproar
- 1933 : Pick-necking
- 1933 : Fanny's Wedding Day
- 1933 : A Gypsy Fiddler
- 1933 : Beanstalk Jack
- 1933 : The Village Blacksmith
- 1933 : Robinson Crusoe
- 1933 : Little Boy Blue
- 1933 : In Venice
- 1933 : The Sunny South
- 1934 : Holland Days
- 1934 : The Three Bears
- 1934 : Rip Van Winkle
- 1934 : The Last Straw
- 1934 : The Owl and the Pussycat
- 1934 : A Mad House
- 1934 : Joe's Lunch Wagon
- 1934 : Just a Clown
- 1934 : The King's Daughter
- 1934 : The Lion's Friend
- 1934 : Pandora
- 1934 : Slow But Sure
- 1934 : See the World
- 1934 : My Lady's Garden
- 1934 : Irish Sweepstakes
- 1934 : Busted Blossoms
- 1934 : Mice in Council
- 1934 : Why Mules Leave Home
- 1934 : Jail Birds
- 1934 : The Black Sheep
- 1934 : The Magic Fish
- 1934 : Hot Sands
- 1934 : Tom, Tom the Piper's Son
- 1934 : Jack's Shack
- 1934 : South Pole or Bust
- 1934 : The Dog Show
- 1935 : The First Snow
- 1935 : What a Night
- 1935 : The Bull Fight
- 1935 : Peg Leg Pete, the Pirate
- 1935 : Fireman, Save My Child
- 1935 : The Moth and the Spider
- 1935 : Old Dog Tray
- 1935 : Flying Oil
- 1935 : Five Puppets
- 1935 : The Runt
- 1935 : A Modern Red Riding Hood
- 1935 : Opera Night
- 1935 : King Looney XIV
- 1935 : Moans and Groans
- 1935 : Amateur Night
- 1935 : The Foxy-Fox
- 1935 : Chain Letters
- 1935 : Birdland
- 1935 : Circus Days
- 1935 : Hey Diddle Diddle
- 1935 : Foiled Again
- 1935 : Football
- 1935 : A June Bride
- 1935 : Aladdin's Lamp
- 1935 : Southern Horse-pitality
- 1935 : Ye Olde Toy Shop
- 1935 : The Mayflower
- 1936 : The Feud
- 1936 : The 19th Hole Club
- 1936 : Alpine Yodeler
- 1936 : Home Town Olympics
- 1936 : Barnyard Amateurs
- 1936 : Off to China
- 1936 : The Western Trail
- 1936 : A Wolf in Cheap Clothing
- 1936 : Rolling Stones
- 1936 : The Busy Bee
- 1936 : The Sailor's Home
- 1936 : A Tough Egg
- 1936 : The Hot Spell
- 1936 : Puddy Pup and the Gypsies
- 1936 : Farmer Al Falfa's Prize Package
- 1936 : Kiko and the Honey Bears
- 1936 : The Health Farm
- 1936 : Kiko Foils the Fox
- 1936 : Sunken Treasures
- 1936 : A Battle Royal
- 1936 : An Arrow Escape
- 1936 : Farmer Al Falfa's 20th Anniversary
- 1936 : Cats in a Bag
- 1936 : Skunked Again
- 1937 : Salty McGuire
- 1937 : Bugs Beetle and His Orchestra
- 1937 : The Tin Can Tourist
- 1937 : The Book Shop
- 1937 : The Big Game Haunt
- 1937 : Red Hot Music
- 1937 : Flying South
- 1937 : The Hay Ride
- 1937 : Bug Carnival
- 1937 : School Birds
- 1937 : Puddy's Coronation
- 1937 : Ozzie Ostritch Comes to Town
- 1937 : Play Ball
- 1937 : The Mechanical Cow
- 1937 : Pink Elephants
- 1937 : The Homeless Pup
- 1937 : The Paper Hangers
- 1937 : Trailer Life
- 1937 : The Villain Still Pursued Her
- 1937 : The Cleaning Day
- 1937 : A Bully Frog
- 1937 : A Close Shave
- 1937 : The Dancing Bear
- 1937 : The Saw Mill Mystery
- 1937 : The Dog and the Bone
- 1937 : The Timid Rabbit
- 1937 : The Billy Goat's Whiskers
- 1937 : Barnyard Boss
- 1938 : The Lion Hunt
- 1938 : His Day Off
- 1938 : Just Ask Jupiter
- 1938 : Gandy the Goose
- 1938 : Happy and Lucky
- 1938 : A Mountain Romance
- 1938 : Robinson Crusoe's Broadcast
- 1938 : Maid in China
- 1938 : The Big Top
- 1938 : Devil of the Deep
- 1938 : Here's to the Good Old Jail
- 1938 : The Last Indian
- 1938 : Milk for Baby
- 1938 : Mrs. O'Leary's Cow
- 1938 : Eliza Runs Again
- 1938 : Chris Columbo
- 1938 : String Bean Jack
- 1938 : The Goose Flies High
- 1938 : The Wolf's Side of the Story
- 1938 : The Glass Slipper
- 1938 : The Newcomer
- 1938 : The Stranger Rides Again
- 1938 : Housewife Herman
- 1938 : Village Blacksmith
- 1938 : Doomsday
- 1938 : The Frame-Up
- 1939 : The Orphan Duck
- 1939 : Nick of Time
- 1939 : The Owl and the Pussycat
- 1939 : Mississippi Swing
- 1939 : The Three Bears
- 1939 : Frozen Feet
- 1939 : G-Man Jitters
- 1939 : The Nutty Network
- 1939 : The Cuckoo Bird
- 1939 : Their Last Bean
- 1939 : Barnyard Egg-citement
- 1939 : Nick's Coffee Pot
- 1939 : What Happens at Night
- 1939 : The Prize Guest
- 1939 : A Bully Romance
- 1939 : Africa Squawks
- 1939 : Barnyard Baseball
- 1939 : The Old Fire Horse
- 1939 : Billy Mouse's Akwakade
- 1939 : Two-Headed Giant
- 1939 : The Golden West
- 1939 : Hook, Line, and Sinker
- 1939 : Sheep in the Meadow
- 1939 : The Watchdog
- 1939 : Landing of the Pilgrims
- 1939 : One Mouse in a Million
- 1939 : A Wicky, Wacky Romance
- 1939 : The Hitch-Hiker
- 1939 : The Ice Pond
- 1939 : The Tempermental Lion
- 1939 : The First Robin
- 1940 : A Dog in a Mansion
- 1940 : Edgar Runs Again
- 1940 : Harvest Time
- 1940 : Hare and the Hounds
- 1940 : Tout est bien qui finit bien (All's Well That Ends Well)
- 1940 : Beaucoup de bruit pour rien (Much Ado About Nothing)
- 1940 : The Baby Seal
- 1940 : It Must Be Love
- 1940 : Just a Little Bull
- 1940 : Wots All th' Shootin' fer?
- 1940 : Swiss Ski Yodelers
- 1940 : Catnip Capers
- 1940 : Professor Offkeyski
- 1940 : Rover's Rescue
- 1940 : Rupert the Runt
- 1940 : Love in a Cottage
- 1940 : Club Life in the Stone Age
- 1940 : Lucky Ducky
- 1940 : Touchdown Demons
- 1940 : How Wet Was My Ocean
- 1940 : Happy Hunting Grounds
- 1940 : Plane Goofy
- 1940 : The Magic Pencil
- 1940 : The Snow Man
- 1941 : What a Little Sneeze Will Do
- 1941 : Hairless Hector
- 1941 : Fishing Made Easy
- 1941 : The Home Guard
- 1941 : When Knights Were Bold
- 1941 : Uncle Joey
- 1941 : A Dog's Dream
- 1941 : The Magic Shell
- 1941 : Horsefly Opera
- 1941 : Good Old Irish Tunes
- 1941 : Bringin' Home the Bacon
- 1941 : Twelve O'Clock and All Ain't Well
- 1941 : The Old Oaken Bucket
- 1941 : Ice Carnival
- 1941 : The One-Man Navy
- 1941 : Uncle Joey Comes to Town
- 1941 : Welcome Home Stranger
- 1941 : The Frozen North
- 1941 : Slap Happy Hunters
- 1941 : Back to the Soil
- 1941 : The Bird Tower
- 1941 : A Yarn About Yarn
- 1941 : Flying Fever
- 1942 : All Out for 'V'
- 1942 : A Torrid Toreador
- 1942 : Happy Circus Days
- 1942 : Funny Bunny Business
- 1942 : Cat Meets Mouse
- 1942 : Eat Me Kitty, Eight to the Bar
- 1942 : Shipyard Symphony
- 1942 : Sham Battle Shenanigans
- 1942 : Oh, Gentle Spring
- 1942 : Patriotic Pooches
- 1942 : The Night
- 1942 : Lights Out
- 1942 : Tricky Business
- 1942 : Neck and Neck
- 1942 : The Stork's Mistake
- 1942 : All About Dogs
- 1942 : Wilful Willie
- 1942 : The Outpost
- 1942 : Tire Trouble
- 1942 : Life with Fido
- 1942 : The Big Build-Up
- 1942 : School Daze
- 1942 : Night Life in the Army
- 1942 : Nancy's Little Theater
- 1942 : The Mouse of Tomorrow
- 1942 : Doing Their Bit
- 1942 : Ickle Meets Pickle
- 1942 : Frankenstein's Cat
- 1942 : Barnyard Waac
- 1943 : Somewhere in the Pacific
- 1943 : Scrap for Victory
- 1943 : He Dood It Again
- 1943 : Barnyard Blackout
- 1943 : The Last Roundup
- 1943 : Keep 'Em Growing
- 1943 : Pandora's Box
- 1943 : Mopping Up
- 1943 : Super Mouse Rides Again
- 1943 : Camouflage
- 1943 : Somewhere in Egypt
- 1943 : Down with Cats
- 1943 : Aladdin's Lamp
- 1943 : Lion and the Mouse
- 1943 : Yokel Ducks Makes Good
- 1943 : The Hopeful Donkey
- 1944 : The Butcher of Seville
- 1944 : The Helicopter
- 1944 : The Wreck of the Hesperus
- 1944 : A Day in June
- 1944 : The Champion of Justice
- 1944 : The Frog and the Princess
- 1944 : Mighty Mouse Meets Jekyll and Hyde Cat
- 1944 : My Boy Johnny
- 1944 : Eliza on Ice
- 1944 : Wolf! Wolf!
- 1944 : The Green Line
- 1944 : Carmen's Veranda
- 1944 : The Cat Came Back
- 1944 : The Two Barbers
- 1944 : The Ghost Town
- 1944 : The Sultan's Birthday
- 1944 : A Wolf's Tale
- 1944 : At the Circus
- 1944 : Gandy's Dream Girl
- 1944 : Dear Old Switzerland
- 1945 : Mighty Mouse and the Pirates
- 1945 : The Port of Missing Mice
- 1945 : Fortune Hunters
- 1945 : Ants in Your Pantry
- 1945 : Raiding the Raiders
- 1945 : Post War Inventions
- 1945 : Fisherman's Luck
- 1945 : It's All in the Stars
- 1945 : Mighty Mouse and the Kilkenny Cats
- 1945 : Mother Goose Nightmare
- 1945 : Smoky Joe
- 1945 : The Silver Streak
- 1945 : Mighty Mouse and the Wolf
- 1945 : Mighty Mouse in Gypsy Life
- 1945 : The Fox and the Duck
- 1945 : Swooning the Swooners
- 1945 : The Watchdog
- 1945 : Who's Who in the Jungle
- 1945 : Bad Bill Bunion
- 1945 : The Exterminator
- 1945 : Mighty Mouse in Krakatoa
- 1946 : The Talking Magpies
- 1946 : Svengali's Cat
- 1946 : The Wicked Wolf
- 1946 : My Old Kentucky Home
- 1946 : Throwing the Bull
- 1946 : The Golden Hen
- 1946 : Dinky Finds a Home
- 1946 : The Johnstown Flood
- 1946 : Peace Time Football
- 1946 : The Trojan Horse
- 1946 : Winning the West
- 1946 : The Tortoise Wins Again
- 1946 : The Electronic Mouse Trap
- 1946 : The Jail Break
- 1946 : The Snow Man
- 1946 : The House Problem
- 1946 : The Crackpot King
- 1946 : The Uninvited Pests
- 1946 : The Hep Cat
- 1946 : Beanstalk Jack
- 1947 : Crying Wolf
- 1947 : McDougal's Rest Farm
- 1947 : The Dead End Cats
- 1947 : Happy Go Lucky
- 1947 : Mexican Baseball
- 1947 : Aladdin's Lamp
- 1947 : Cat Trouble
- 1947 : The Sky Is Falling
- 1947 : The Intruders
- 1947 : Mighty Mouse Meets Deadeye Dick
- 1947 : Flying South
- 1947 : A Date for Dinner
- 1947 : Fishing by the Sea
- 1947 : The First Show
- 1947 : One Note Tony
- 1947 : The Super Salesman
- 1947 : A Fight to the Finish
- 1947 : The Wolf's Pardon
- 1947 : The Hitch Hikers
- 1947 : Swiss Cheese Family Robinson
- 1947 : Lazy Little Beaver
- 1948 : Free Enterprise
- 1948 : Mighty Mouse and the Magician
- 1948 : The Chipper Chipmunk
- 1948 : Felix the Fox
- 1948 : Taming the Cat
- 1948 : The Feudin' Hillbillies
- 1948 : Hounding the Hares
- 1948 : Mystery in the Moonlight
- 1948 : Seeing Ghosts
- 1948 : A Sleepless Night
- 1948 : The Witch's Cat
- 1948 : The Hard Boiled Egg
- 1948 : Triple Trouble
- 1948 : Love's Labor Won
- 1948 : Out Again, in Again
- 1948 : Magpie Madness
- 1948 : Gooney Golfers
- 1948 : The Magic Slipper
- 1948 : Mysterious Stranger
- 1948 : The Racket Buster
- 1948 : The Wooden Indian
- 1948 : The Power of Thought
- 1949 : Happy Landing
- 1949 : Dancing Shoes
- 1949 : The Catnip Gang
- 1949 : The Lion Hunt
- 1949 : Dingbat Land
- 1949 : The Lyin' Lion
- 1949 : The Kitten Sitter
- 1949 : A Cold Romance
- 1949 : Hula Hula Land
- 1949 : The Stowaways
- 1949 : The Covered Pushcart
- 1949 : Mrs. Jones' Rest Farm
- 1949 : A Truckload of Trouble
- 1949 : The Perils of Pearl Pureheart
- 1949 : Paint Pot Symphony
- 1949 : Stop, Look, and Listen
- 1949 : Flying Cups and Saucers
- 1949 : Comic Book Land
- 1950 : Little Roquefort
- 1950 : The Fox Hunt
- 1950 : A Merry Chase
- 1950 : Better Late Than Never
- 1950 : The Beauty Shop
- 1950 : Anti-Cats
- 1950 : The Dog Show
- 1950 : Dream Walking
- 1950 : Law and Order
- 1950 : The Red-Headed Monkey
- 1950 : Beauty on the Beach
- 1950 : All This and Rabbit Stew
- 1950 : Cat Happy
- 1950 : Mouse and Garden
- 1950 : If Cats Could Sing
- 1950 : King Tut's Tomb
- 1950 : Mother Goose's Birthday Party
- 1950 : Wide Open Spaces
- 1950 : Rival Romeos
- 1950 : Sour Grapes
- 1950 : Three Is a Crowd
- 1950 : Stage Struck
- 1950 : Woodman, Spare That Tree
- 1950 : Sunny Italy
- 1951 : Song of Erin
- 1951 : Bulldozing the Bull
- 1951 : Spring Fever
- 1951 : Goons from the Moon
- 1951 : Musical Madness
- 1951 : The Elephant Mouse
- 1951 : The Rainmakers
- 1951 : Injun Trouble
- 1951 : Seasick Sailors
- 1951 : Tall Timber Tale
- 1951 : A Swiss Miss
- 1951 : Steeple Jacks
- 1951 : Little Problem
- 1951 : Pastry Panic
- 1951 : The Helpful Geni
- 1951 : Sno' Fun
- 1951 : The Cat's Tale
- 1951 : Flop Secret
- 1951 : The Haunted Cat
- 1951 : Papa's Little Helpers
- 1951 : Movie Madness
- 1951 : Mechanical Bird
- 1951 : Hero for a Day
- 1951 : Papa's Day of Rest
- 1951 : Seaside Adventures
- 1951 : Prehistoric Perils
- 1951 : City Slicker
- 1952 : Flat Foot Fledging
- 1952 : Time Gallops On
- 1952 : Off to the Opera
- 1952 : The Happy Cobblers
- 1952 : Hypnotized
- 1952 : Hansel and Gretel
- 1952 : Flipper Frolics
- 1952 : Little Anglers
- 1952 : The Foolish Duckling
- 1952 : House Busters
- 1952 : Mysterious Cowboy
- 1952 : Good Mousekeeping
- 1952 : Nice Doggy
- 1952 : Happy Holland
- 1952 : Moose on the Loose
- 1952 : Sink or Swim
- 1952 : Picnic with Papa
- 1952 : A Soapy Opera
- 1952 : Happy Valley
- 1952 : Thrifty Cubs
- 1952 : Hair Cut-Ups
- 1952 : Snappy Snapshots
- 1952 : Mouse Meets Bird
- 1952 : Pill Peddlers
- 1953 : Wise Quacks
- 1953 : Featherweight Champ
- 1953 : Playful Puss
- 1953 : Plumber's Helpers
- 1953 : Ten Pin Terrors
- 1953 : The Orphan Egg
- 1953 : Friday the 13th
- 1953 : Hot Rods
- 1953 : When Mousehood Was in Flower
- 1953 : Open House
- 1953 : The Reluctant Pup
- 1953 : Bargain Daze
- 1953 : Sparky the Firefly
- 1953 : Mouse Menace
- 1953 : How to Keep Cool
- 1953 : The Timid Scarecrow
- 1953 : Log Rollers
- 1953 : Donald et les Pygmées cannibales (Spare the Rod)
- 1953 : Growing Pains
- 1953 : Runaway House
- 1953 : How to Relax
- 1953 : Blind Date
- 1953 : The Helpless Hippo
- 1954 : Pet Problems
- 1954 : Prescription for Percy
- 1954 : Satisfied Customers
- 1954 : Nonsense Newsreel
- 1954 : Arctic Rivals
- 1954 : A Howling Success
- 1954 : The Cat's Revenge
- 1954 : Tall Tale Teller
- 1954 : Pride of the Yard
- 1954 : Blue Plate Symphony
- 1955 : A Yokohama Yankee
- 1955 : Barnyard Actor
- 1955 : Duck Fever
- 1955 : No Sleep for Percy
- 1955 : An Igloo for Two
- 1955 : Good Deed Daly
- 1955 : Bird Symphony
- 1955 : Phony News Flashes
- 1955 : Little Red Hen
- 1955 : The Last Mouse of Hamelin
- 1955 : Foxed by a Fox
- 1955 : Miami Maniacs
- 1955 : Baffling Bunnies
- 1956 : Park Avenue Pussycat
- 1956 : The Clockmaker's Dog
- 1956 : Uranium Blues
- 1956 : Scouts to the Rescue
- 1956 : Hep Mother Hubbard
- 1956 : Oceans of Love
- 1956 : Lucky Dog
- 1956 : Police Dogged
- 1956 : The Brave Little Brave
- 1956 : Cloak and Stagger
- 1956 : Pirate's Gold
- 1956 : The Heckle and Jeckle Show (série TV)
- 1957 : Topsy TV
- 1957 : A Hare-Breadth Finish
- 1957 : Gag Buster
- 1957 : A Bum Steer
- 1957 : African Jungle Hunt
- 1957 : Daddy's Little Darling
- 1957 : The Bone Ranger
- 1957 : Love Is Blind
- 1957 : Gaston Is Here
- 1957 : Shove Thy Neighbor
- 1957 : Clint Clobber's Cat
- 1957 : Flebus
- 1957 : Beaver Trouble
- 1957 : Squirrel Crazy
- 1957 : It's a Living
- 1957 : The Helpful Genie
- 1958 : Sidney's Family Tree (de)
- 1958 : Gaston's Baby
- 1958 : Springtime
- 1958 : The Juggler of Our Lady
- 1958 : Gaston, Go Home
- 1958 : Sick, Sick Sidney
- 1958 : Dustcap Doormat
- 1958 : Camp Clobber
- 1958 : Old Mother Clobber
- 1958 : Gaston's Easel Life
- 1958 : Signed, Sealed, and Clobbered
- 1958 : Sidney l'éléphant (série télévisée)
- 1959 : The Minute and a Half Man
- 1959 : Clobber's Ballet Ache
- 1959 : The Tale of a Dog
- 1959 : The Flamboyant Arms
- 1959 : Another Day, Another Doormat
- 1959 : Foofle's Train Ride
- 1959 : Gaston's Mama Lisa
- 1959 : Send Your Elephant to Camp
- 1959 : The Fabulous Firework Family
- 1959 : The Deputy Dawg Show (série TV)
- 1959 : Hashimoto-San
- 1959 : Wild Life
- 1959 : Outer Space Visitor
- 1959 : Hide and Go Sidney
- 1959 : The Leaky Faucet
- 1960 : The Famous Ride
- 1960 : Daniel Boone, Jr.
- 1960 : The Misunderstood Giant
- 1960 : Foofles Picnic
- 1960 : Tusk, Tusk
- 1960 : Thousand Smile Check-Up
- 1960 : Trapeze Pleeze
- 1960 : Mint Men
- 1960 : Hearts and Glowers
- 1960 : The Wayward Hat
- 1960 : The Littlest Bully
- 1960 : Two-Ton Baby Sitter
- 1960 : Deep Sea Doodle
- 1960 : Tin Pan Alley Cat
- 1960 : Stunt Men
- 1960 : House of Hashimoto
- 1960 : The Mysterious Package
- 1961 : Unsung Hero
- 1961 : Tree Spree
- 1961 : So Sorry, Pussycat
- 1961 : Really Big Act
- 1961 : Railroaded to Fame
- 1961 : Night Life in Tokyo
- 1961 : Meat, Drink, and Be Merry
- 1961 : Honorable Cat Story
- 1961 : The First Fast Mail
- 1961 : Drum Roll
- 1961 : Crossing the Delaware
- 1961 : Clown Jewels
- 1961 : Banana Binge
- 1961 : Son of Hashimoto
- 1961 : Strange Companion
- 1961 : Sappy New Year
- 1961 : Cat Alarm
- 1962 : Where There's Smoke
- 1962 : Riverboat Mission
- 1962 : Rebel Trouble
- 1962 : Nobody's Ghoul
- 1962 : Klondike Strikes Out
- 1962 : Home Life
- 1962 : He-Man Seaman
- 1962 : First Flight Up
- 1962 : Fight to the Finish
- 1962 : Big Chief No Treaty
- 1962 : Honorable Family Problem
- 1962 : Peanut Battle
- 1962 : Loyal Royalty
- 1962 : Honorable Paint in the Neck
- 1962 : The Adventures of Lariat Sam (série TV)
- 1962 : To Be or Not to Be
- 1963 : Tea Party
- 1963 : Tea House Mouse
- 1963 : Pearl Crazy
- 1963 : The Big Clean-Up
- 1963 : A Bell for Philadelphia
- 1963 : Astronut
- 1963 : Sidney's White Elephant
- 1963 : Cherry Blossom Festival
- 1963 : The Missing Genie
- 1963 : Driven to Extraction
- 1963 : Trouble in Baghdad
- 1963 : The Hector Heathcote Show (série TV)
- 1963 : Split-Level Treehouse
- 1963 : Spooky-Yaki
- 1963 : King Rounder
- 1964 : Short-Term Sheriff
- 1964 : Search for Misery
- 1964 : Roc-a-Bye Sinbad
- 1964 : Oil Thru the Day
- 1964 : The Gold Dust Bandit
- 1964 : The Red Tractor
- 1964 : Brother from Outer Space
- 1964 : Kisser Plant
- 1964 : The Reformed Wolf
- 1964 : Adventure by the Sea
- 1964 : Outer Galaxy Gazette
- 1964 : Molecular Mixup
- 1965 : The Sky's the Limit
- 1965 : Gadmouse the Apprentice Good Fairy
- 1965 : Freight Fright
- 1965 : Les Haricots magiques (Don't Spill the Beans)
- 1965 : Darn Barn
- 1965 : Dress Reversal
- 1965 : Robots in Toyland
- 1965 : Git That Guitar
- 1965 : Twinkle, Twinkle Little Telestar
- 1965 : The Third Musketeer
- 1965 : The Toothless Beaver
- 1966 : Dr. Ha Ha
- 1966 : Champion Chump
- 1966 : Haunted Housecleaning
- 1966 : Messed Up Movie Makers
- 1966 : Scuba Duba Do
- 1966 : Cowardly Watchdog
- 1966 : The Monster Master
- 1966 : Watch the Butterfly
- 1966 : Dreamnapping
- 1966 : The Famous Skyscraper
- 1967 : The Heat's Off
- 1967 : It's for the Birds
- 1967 : A Voodoo Spell
- 1967 : Give Me Liberty
- 1967 : Which Is Witch
- 1967 : Dr. Rhinestone's Theory
- 1967 : All Teed Off
- 1967 : Traffic Trouble
- 1967 : Mr. Winlucky
- 1967 : Fancy Plants
- 1967 : Bugged by a Bug
- 1967 : Frozen Sparklers
- 1967 : The Abominable Mountaineers
- 1967 : Loops and Swoops
- 1967 : Judo Kudos
- 1967 : Baron Von Go-Go
- 1968 : Dribble Drabble
- 1968 : Big Game Fishing
- 1968 : Grand Prix Winner
- 1968 : Big Bad Bobcat
- 1968 : Commander Great Guy
- 1968 : Suprisin' Exercisin'
- 1968 : The Rock Hounds
- 1968 : Mount Piney

### Comme acteur
- 1951 : Tall Timber Tale : Terry Bear (voix)
- 1951 : Little Problem : Terry Bear (voix)
- 1951 : Papa's Little Helpers : Terry Bear (voix)
- 1951 : Papa's Day of Rest : Terry Bear (voix)
- 1952 : Little Anglers : Terry Bear (voix)
- 1952 : Nice Doggy : Terry Bear (voix)
- 1952 : Picnic with Papa : Terry Bear (voix)
- 1952 : Thrifty Cubs : Terry Bear (voix)
- 1952 : Snappy Snapshots : Terry Bear (voix)
- 1953 : Plumber's Helpers : Terry Bear (voix)
- 1953 : Open House : Terry Bear (voix)
- 1953 : The Reluctant Pup : Terry Bear (voix)
- 1953 : Growing Pains : Terry Bear (voix)
- 1954 : Pet Problems : Terry Bear (voix)
- 1954 : A Howling Success : Terry Bear (voix)
- 1955 : Duck Fever : Terry Bear (voix)
- 1955 : Baffling Bunnies : Terry Bear (voix)